# Casalarreina
Casalarreina és un municipi de la Rioja, a la regió de la Rioja Alta.

## Història
Va pertànyer a la Família Haro i segons alguns historiadors, la vila va ser donada, entre d'altres, el 1170 per Aldonza Ruiz de Castro, vídua de Lope Díaz I d'Haro al Monestir de Cañas. En 1177 La Rioja i, per tant, l'actual Casalarreina, va ser annexionada a Castella, separant-la de la resta de Navarra. En 1404, el monestir de Cañas va vendre la vila cmb cens enfitèutic a Haro, reservant-se el monestir el senyoriu directe sobre el lloc.
El 1511 va passar a pertànyer als Fernández de Velasco (Comtes d'Haro), any en el qual la vila va ser habitada algun temps de la reina Joana I de Castella (Joana la Boja), mare de Carles I, allotjant-se aquesta en el palau dels Condestables i motiu pel qual es va aprofitar per a canviar el nom de la vila "en el Logar de Naharruri, ques anomenat de la Cassa de la Reyna..." a la seva denominació actual "Casalarreina". Els Velasco van afavorir molt a la zona construint palaus i el monestir de les Dominiques anomenat de la Pietat. El 13 de març de 1522 el Papa Adrià VI va assistir en Casalarreina a la inauguració del monestir de la Dominiques de la Pietat per invitació del Bisbe de Calahorra, que havia sufragat les despeses. En 1671 va assolir independitzar-se d'Haro i obtenir la condició de vila independent amb el nom oficial de Casalarreina.
Per la seva situació estratègica com zona de passada cap a Miranda de Ebro, Logronyo, Burgos per Belorado, Haro i Santo Domingo de la Calzada; durant els segles XVI, XVII i xviii es van construir camins i carreteres, així com el pont de pedra sobre el riu Oja.

## Nom primitiu
La seva antiga denominació era Naharruri o Nafarruri, que provindria de Nafar, nom propi usat en l'edat mitjana i que a l'afegir-li la terminació uri (que en euskera significa població o vila) quedaria traduït com Vila de Nafar. El primer nom que es coneix de Casalarreina, és l'any 1070, Nafarruri quan el rei Sanç confirma a San Millán la petita vila de Mendicuquae est inter Nafarruri i la Pauleja, ac Barriolo Scemenuri juxta Zufiuri (Cihuri), el 13 de novembre de 1070. En canvi es diu Nahaurruri l'any 1104, quan Nuño Núñez donà a San Millán una serna invia quae vadit de Cuzcurrtilla ad Nahaurruri. En 1136 és anomenat Naharrauri en donar una vila d'aquest terme a Santo Domingo de la Calzada per Nuño de Cihuri.
En canvi en el Fur de Zerezo es diu Naharruli per l'any 1146; i més tard en 1210 en la venda que van fer i abat de Santo Domingo de la Calçada i el seu Convent, del que posseïen en Naharuri els germans Pedro i Fortún García, per anar a poblar Moya que acabava de prendre's als musulmans. Així anomenen també en 1170 i 20 de juny, quan Lope d'Haro i la seva esposa Aldonza donaren al Monestir del Cister en Cañas (abans de les Fayuelas) tots els termes de Naharruri.

## Agermanaments
- Pujòus de Siron